# الحلم (مسلسل)
الحلم هو مسلسل دراما مصري من إخراج حسني صالح وبطولة محمد رياض، صابرين، أنوشكا، رانيا فريد شوقي، سميرة عبد العزيز وجنة عبد المنعم. عرض المسلسل على قناة الحياة في 1 يناير 2022.

## نبذة
في إطار درامي، يدور المسلسل حول سيدة مكافحة تقف مع زوجها وتكافح معه في الحياة، حيث يلقي العمل الضوء على منطقة حي الأسمرات، وجهود الدولة في إنقاذ حياة سكان العشوائيات ونقلهم إلى الحي الجديد.